# Erika Spieß
Erika Spieß (* 1954 in Neustadt an der Weinstraße, Rheinland-Pfalz) ist eine deutsche Psychologin und außerplanmäßige Professorin für Wirtschafts- und Organisationspsychologie an der Ludwig-Maximilians-Universität München (LMU).

## Werdegang
Spieß studierte von 1973 bis 1980 Psychologie an der Ruprecht-Karls-Universität Heidelberg und an der Ludwig-Maximilians-Universität München (LMU). Von 1981 bis 1996 war sie wissenschaftliche Mitarbeiterin am Lehrstuhl für Organisations- und Wirtschaftspsychologie (Leitung: Lutz von Rosenstiel), wo sie 1988 promovierte und 1996 habilitierte. Von 1996 bis 2006 hat sie verschiedene Lehrstühle und Professuren  an deutschen Universitäten vertreten (u. a. an den Universitäten Eichstätt-Ingolstadt und Konstanz). Von 2007 bis 2020 war sie Mitarbeiterin am Lehrstuhl für Wirtschafts- und Organisationspsychologie von Felix Brodbeck.

## Wirken
Spieß verfasste Bücher, Buch- und Handbuchbeiträge, Studienbriefe sowie Lehrmaterialien und publizierte gemeinsam mit Co-Autoren mehr als hundert wissenschaftliche Fach- und Praxisartikel in deutschen und internationalen Zeitschriften. Sie hat die Feldtheorie von Kurt Lewin auf Themen der Wirtschaftspsychologie angewandt und forschte über die Rolle der Empathie im Rahmen der Kooperation in Organisationen. Sie hält Vorträge auf nationalen und internationalen Kongressen und hat verschiedene Lehraufträge u. a. im Seniorenstudium an der LMU-München. Seit den 2010er Jahren ist sie im Erasmusdozentenaustausch mit der Universitat de Barcelona, Rita Berger. Ihre akademische Lehrtätigkeit umfasst die Bereiche Arbeits- und Organisationspsychologie, Wirtschaftspsychologie, Konsumentenpsychologie sowie Sozialpsychologie.

## Publikationen (Auswahl)

### Monografien/Lehrbücher (Auswahl)
- Wirtschaftspsychologie: Rahmen, Konzepte, Anwendungsfelder. De Gruyter Oldenbourg, Berlin 2023, ISBN 978-3-11-077804-5
- Konsumentenpsychologie. Oldenbourg-Verlag, München 2013, ISBN 978-3-486-71531-6
- zusammen mit Lutz von Rosenstiel: Organisationspsychologie. Oldenbourg, München 2010, ISBN 978-3-486-58339-7
- Wirtschaftspsychologie: Rahmenmodell, Konzepte, Anwendungsfelder. De Gruyter Oldenbourg, Berlin 2004, ISBN 978-3-486-57660-3
- Formen der Kooperation – Bedingungen und Perspektiven. Hogrefe, Göttingen 1998, ISBN 3-8017-1018-1
- Kooperatives Handeln in Organisationen: Theoriestränge und empirische Studien.  Edition Rainer Hampp, Baden-Baden 1995, ISBN 978-3-879-88198-7
- Der Verkäufer als Psychologe. Die 10 Gesetze der Verkaufspsychologie. Norbert Müller-Verlag, München 1992, ISBN 3-920663-89-6
- Frau und Beruf. Der Wandel des Problems in Wissenschaft und Massenmedien Campus, Frankfurt am Main 1988, ISBN 3-593-33980-3 Online pdf

### Beiträge zu wissenschaftlichen Zeitschriften (Auswahl)
- Katharina Pfaffinger, Julia A.M. Reif, Erika Spieß: When and why telepressure and technostress creators impair employee well-being. In: International Journal of Occupational Safety and Ergonomics (JOSE), Band 28, Nr. 2, 2022, S. 958–973. doi.org/10.1080/10803548.2020.1846376
- Katharina Pfaffinger, Erika Spieß, Julia A.M. Reif: Stress and anxiety in a digitalized work environment. In: Gruppe. Interaktion.Organisation. Zeitschrift für Angewandte Organisationspsychologie (GIO), Band 51, 2020, S. 25–35. doi:10.1007/s11612-020-00502-4
- Julia A.M. Reif, Erika Spieß, Rita Berger:  Ein theoretisches Modell zur Integration von Arbeitsmigranten in Organisationen. In: Gruppe. Interaktion. Organisation. Zeitschrift für Angewandte Organisationspsychologie (GIO), Band 48, Nr. 1, 2017, S. 61–68. doi:10.1007/s11612-017-0355-9
- Christina Stroppa, Erika Spieß: The role of personal initiative on international assignments. In: International Journal of Intercultural Relations, Band 34, 2011, S. 234–245 doi:10.1016/j.ijintrel.2010.09.008.
- Erika Spieß, Klaus Jonas: (Hrsg.): Interkulturelle Perspektiven der Sozialpsychologie. In: Zeitschrift für Sozialpsychologie, 4, Sonderheft 2002, ISSN 0044-3514

### Buchbeiträge (Auswahl)
- zusammen mit Julia A.M. Reif, Philipp Czakert, Rita Berger: Digitalisierungsangst als Gefahr für ein digitales Mindset? In: Stephan Kaiser, Bernhard Ertl (Hrsg.): Digitale Mindsets. Chancen und Herausforderungen für Individuum und Organisation. Springer Nature, Wiesbaden 2023, ISBN 978-3-658-41103-9, S. 43–67
- zusammen mit Julia A.M. Reif, Peter Stadler:  Effektiver Umgang mit Stress  – Gesundheitsmanagement im Beruf. In: Felix Brodbeck, Erich Kirchler & Ralph Woschée (Hrsg.): Die Wirtschaftspsychologie. Springer Nature, Berlin 2018, ISBN 978-3-366-25568-0
- zusammen mit Peter Stadler: Four- level model of health-promoting leadership. In: Markus Wiencke, Mirella Cacace, Sebastian Fischer (Hrsg.): Health at Work – Interdisciplinary Perspectives. Springer Nature, Switzerland  2016, ISBN 978-3-319-32329-9, S. 103–113
- Kooperation und Konflikt. In: Heinz Schuler, Karl-Heinz Sonntag (Hrsg.): Handwörterbuch der Arbeits- und Organisationspsychologie. Hogrefe, Göttingen 2007, ISBN 978-3-8017-1849-7, S. 339–347
- Kooperation und Konflikt. In: Heinz Schuler (Hrsg.): Enzyklopädie der Psychologie/Organisationspsychologie. Band 4: Organisationspsychologie – Gruppe und Organisation. Hogrefe, Göttingen 2004, ISBN 978-3-8017-0582-4, S. 193–250